# El satánico Dr. Cadillac
El satánico Dr. Cadillac es el cuarto álbum de estudio del grupo argentino Los Fabulosos Cadillacs grabado y editado en septiembre de 1989. De este disco se extraen canciones como: "El satánico Dr. Cadillac", "Contrabando de amor", "El mensaje soy yo" y "El sonido joven de América". Contiene una versión en español de la canción "A Message To You, Rudy" compuesta por Dandy Livingstone.

## Historia

### Nombre del disco
El nombre del disco se debe obviamente al nombre de la canción homónima, pero ese tema fue dedicado a su exmánager Alejandro Taranto, luego de echarlo de la banda.

“Nuestro manager de aquel momento decía, después de nuestro segundo disco que había pegado mucho ‘Che, parece que no está funcionando, no suena el teléfono como antes, muchachos’. Y nosotros pensando ‘¿qué hacemos...?’, con una preocupación de verdad por lo que decía un salame que no tenía idea de nada. Ahí se nota que creíamos todo, aunque tampoco éramos nenes que decíamos ‘ah, bueno, hagamos un disco’. Era ‘andá a la concha de tu madre’ pero quedarte pensando. Haber echado a ese manager, fue nuestra primera decisión de ser profesionales”. (Vicentico)

### Carátula
La portada del disco consiste en un fondo negro, sobre el que se coloca una gran foto de la banda con apretados trajes, gorras de béisbol, rostros enojados, anteojos negros, poses forzadas. A la izquierda, en forma vertical, aparecen rayas blancas, lo cual parece una imitación al primer disco de la banda "Big Audio Dynamite", al igual que su estilo musical "reggae y dance". El que más se destaca en la imagen es Luciano Jr. con un gran colgante de Mercedes Benz: 

“La verdad es que lo hicimos en un sucio río argentino. Después se hizo como un trabajo con aerógrafo para la parte del cielo y el paisaje. El agua es real: nos metimos con ropa y todo.”

## Lista de canciones
| El Satánico Dr. Cadillac |                                   |                                        |          |  |
| N.º                      | Título                            | Escritor(es)                           | Duración |  |
| 1.                       | «El Satánico Dr. Cadillac»        | Fernández Capello                      | 4:00     |  |
| 2.                       | «El mensaje soy yo»               | Fernández Capello                      | 2:20     |  |
| 3.                       | «Chico perdido»                   | Cianciarulo, Fernández Capello         | 3:50     |  |
| 4.                       | «Mi nombre es Travis»             | Cianciarulo, Fernández Capello, Rotman | 3:50     |  |
| 5.                       | «El golpe de tu corazón»          | Cianciarulo, Fernández Capello         | 4:10     |  |
| 6.                       | «Contrabando de amor»             | Fernández Capello                      | 3:27     |  |
| 7.                       | «Fiebre '90»                      | Cianciarulo, Fernández Capello, Rotman | 4:23     |  |
| 8.                       | «Rudy (Un mensaje para vos)»      | Thompson                               | 2:22     |  |
| 9.                       | «El sonido joven de América»      | Cianciarulo                            | 2:45     |  |
| 10.                      | «Todas las cosas que ella me dio» | Fernández Capello, Siperman, Rotman    | 3:35     |  |
| 11.                      | «Verano salvaje»                  | Cianciarulo, Fernández Capello         | 3:05     |  |